# Sauvigny-les-Bois
Sauvigny-les-Bois este o comună în departamentul Nièvre din centrul Franței. În 2009 avea o populație de 1.523 de locuitori.

## Evoluția populației
| An        | 1975  | 1982  | 1990  | 1999  | 2006  | 2009  |
| --------- | ----- | ----- | ----- | ----- | ----- | ----- |
| Populație | 1.306 | 1.390 | 1.591 | 1.527 | 1.515 | 1.523 |